# Тонитаун (Мэриленд)
Тонитаун (англ. Taneytown) — город в округе Карролл в штате Мэриленд в Соединённых Штатах Америки.
Согласно данным переписи населения США 2020 года число жителей города 
составляло 7 234 человека, что заметно больше, чем было во время предыдущей переписи (6 817 человек).

## История
Постоянное поселение было основано европейскими колонистами в 1754 году.
Поселение получило свое название от Рафаэля Тони (англ. Raphael Taney), получателя одного из первых земельных грантов в этом районе, хотя он, вероятно, никогда не жил в городе, который носит его имя. Судья Верховного суда США Роджер Брук Тони, автор решения по делу Дред Скотт против Сэндфорда, признавшим предоставление афроамериканцам гражданства незаконным, имеет с ним общего предка, но, вероятно, тоже никогда не посещал Тонитаун и не имел с ним никаких связей. Когда 19 января 1837 года был образован округ Карролл, в него, в числе прочих, сразу был включен и Тонитаун.
Первый президент США Джордж Вашингтон, который проезжал здесь, в своих мемуарах описал город так: «Tan-nee town — всего лишь небольшое местечко, застроенное только одной улицей, по которой проходит дорога. Здания в основном деревянные».
В Тонитауне создан краеведческий музей, в котором посетителям и горожанам представлена история города.
В 1908 году здесь был построен железнодорожный мост, который в 1978 году был включён в Национальный реестр исторических мест США.
Трёхкратный лауреат премии «Грэмми» за «Лучший альбом современного фолка» Стив Эрл  назвал в честь города одну из своих песен «Taneytown».

## География
Согласно данным Бюро переписи населения США, общая площадь города составляет 3,05 квадратных миль (7,90 км2), из которых 3,04 квадратных мили (7,87 км2) приходится на сушу и 0,01 квадратных мили (0,03 км2) — на водную поверхность.